# Igeltjärnen (Bergsjö socken, Hälsingland)
Igeltjärnen är en sjö i Nordanstigs kommun i Hälsingland och ingår i Harmångersåns huvudavrinningsområde.